# Petite-Île
Petite-Île (Little Isle in French) là một xã thuộc tỉnh Réunion.

## Tham khảo

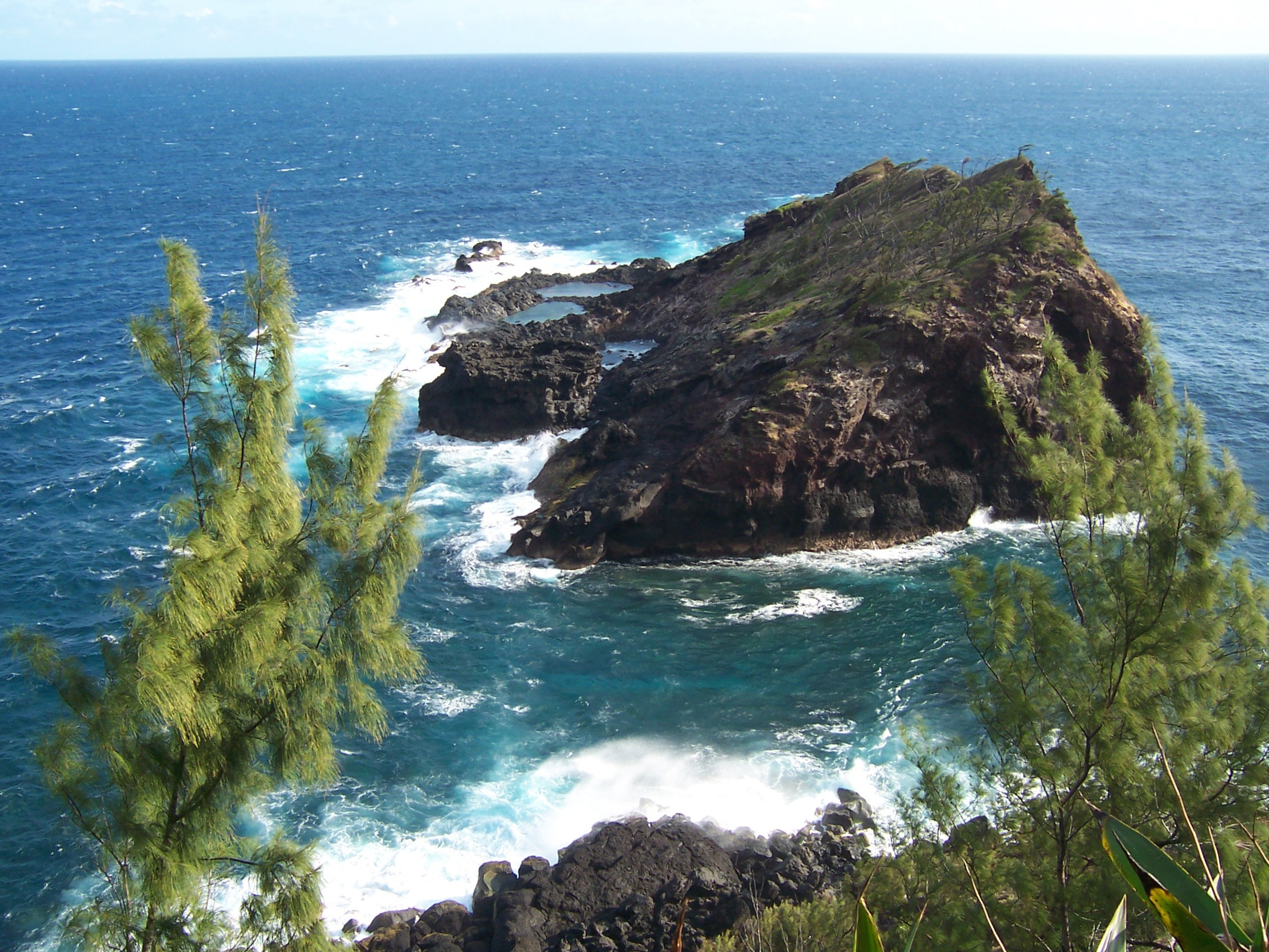
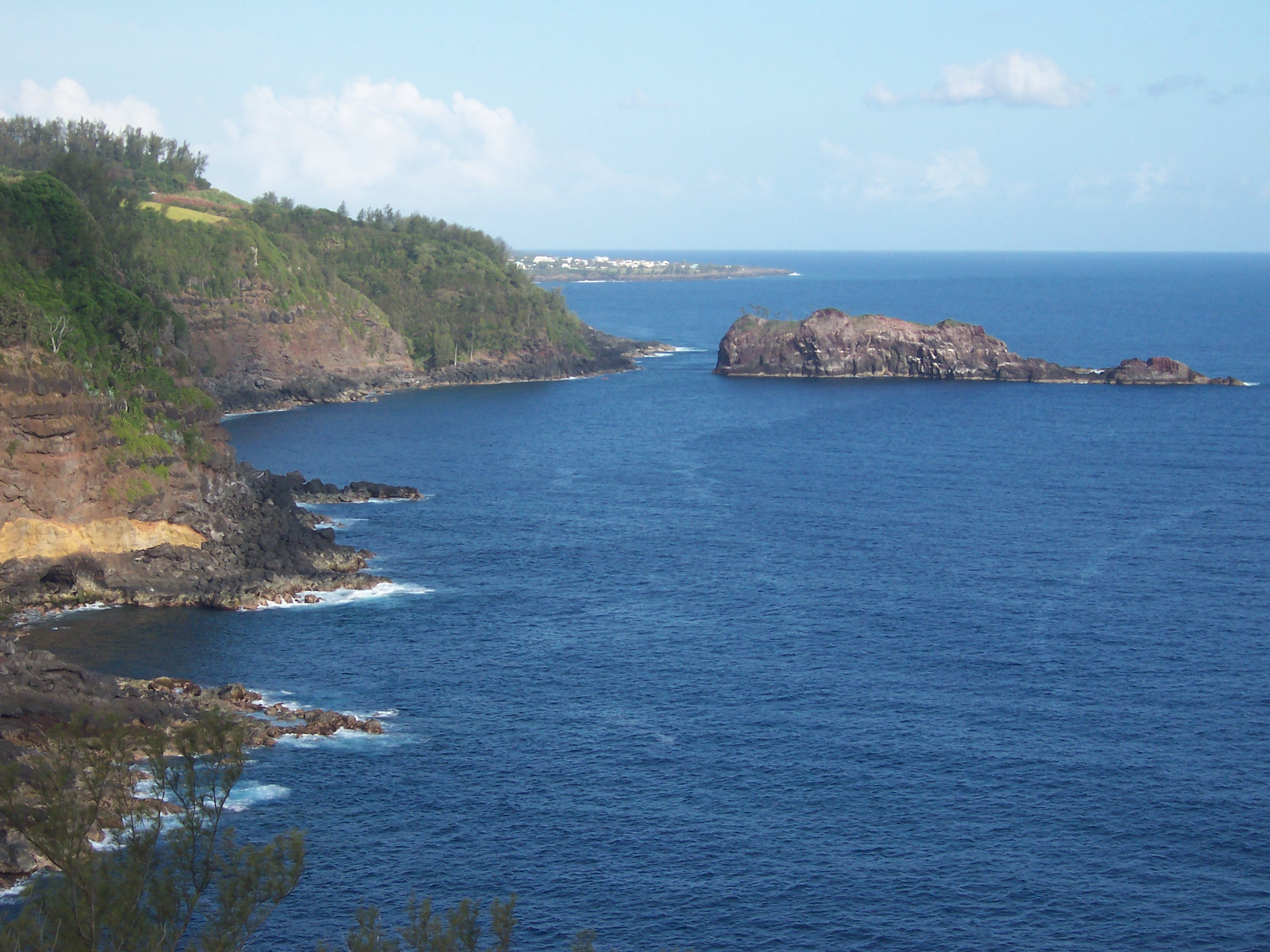
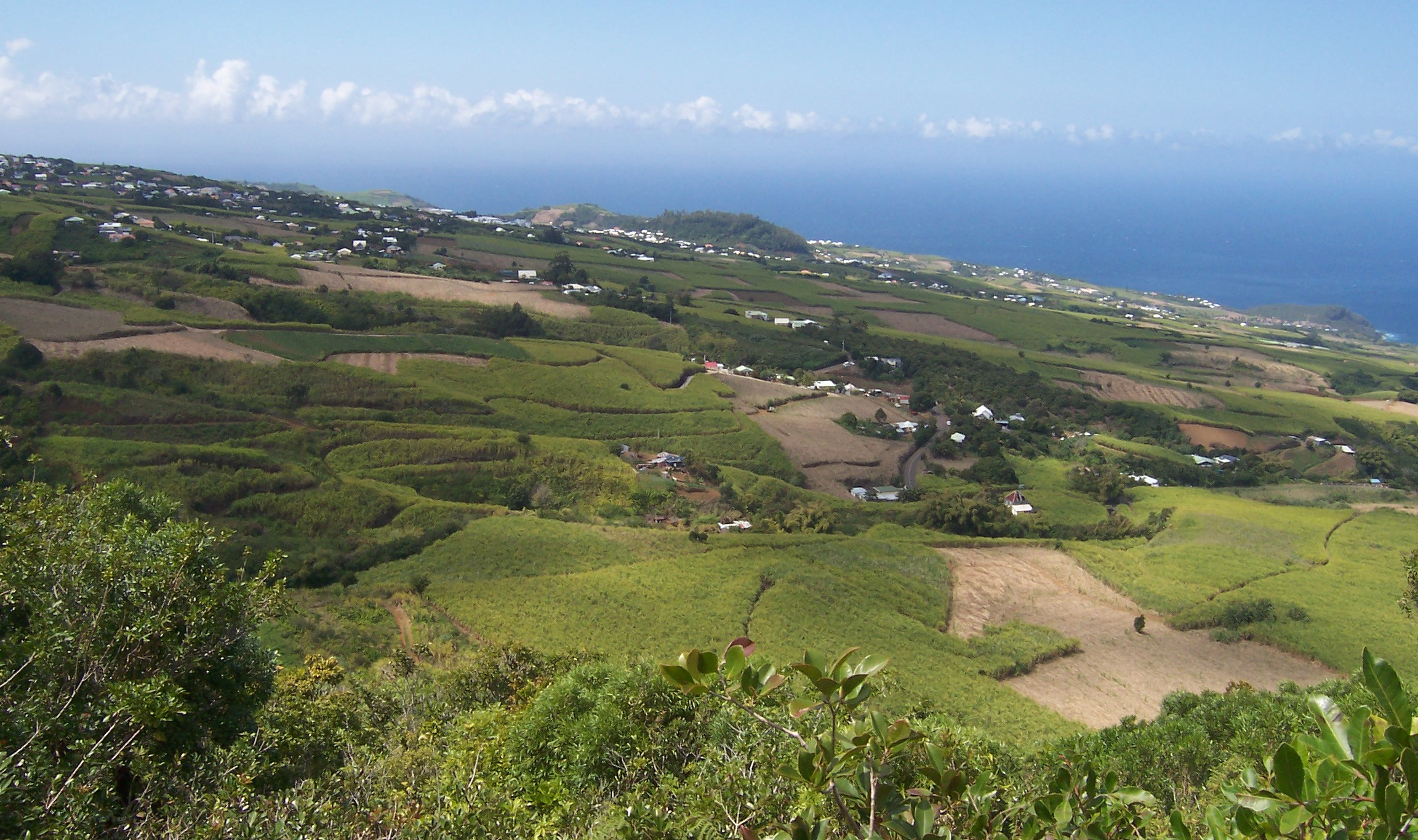
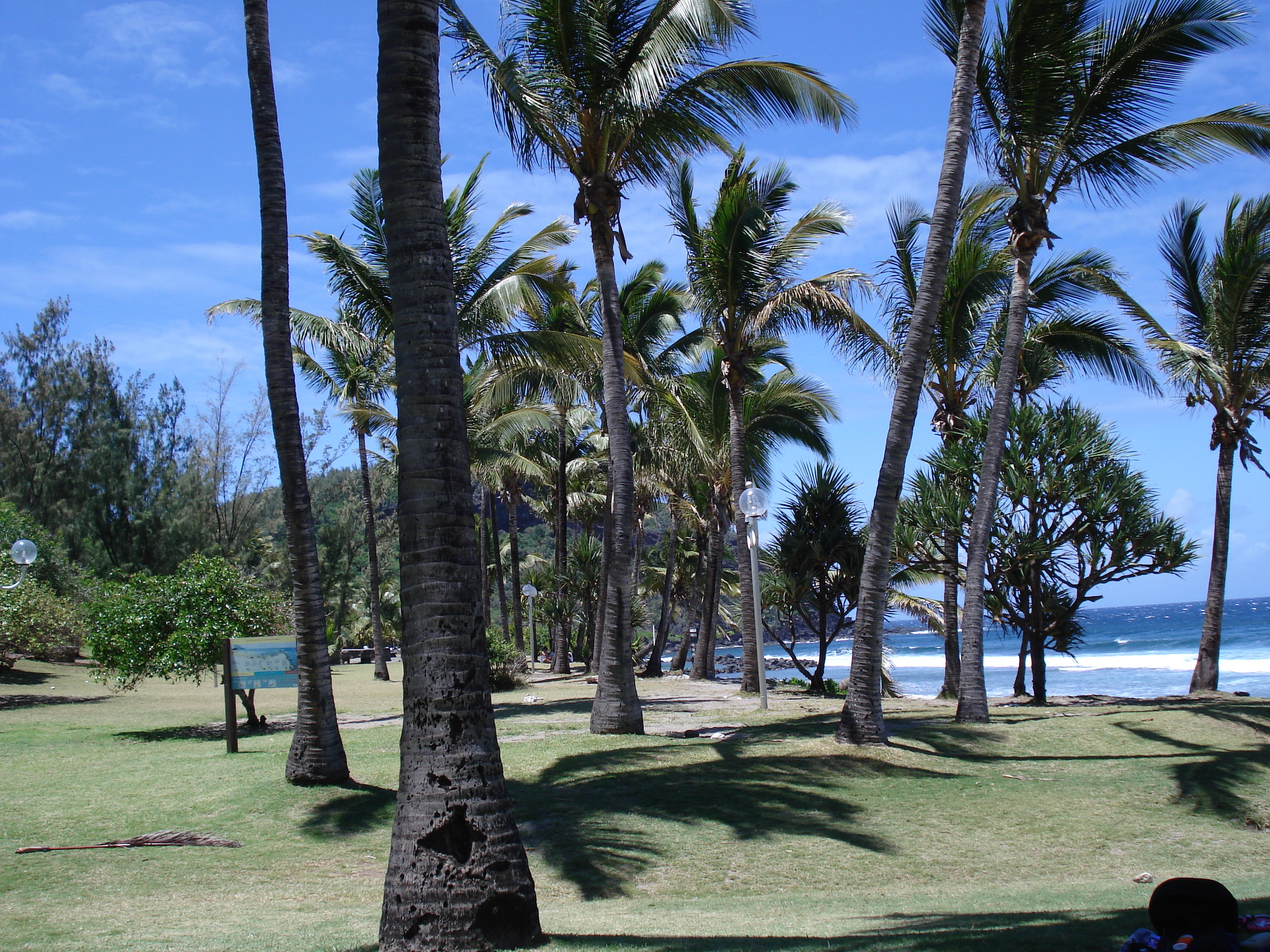
Grand-Anse
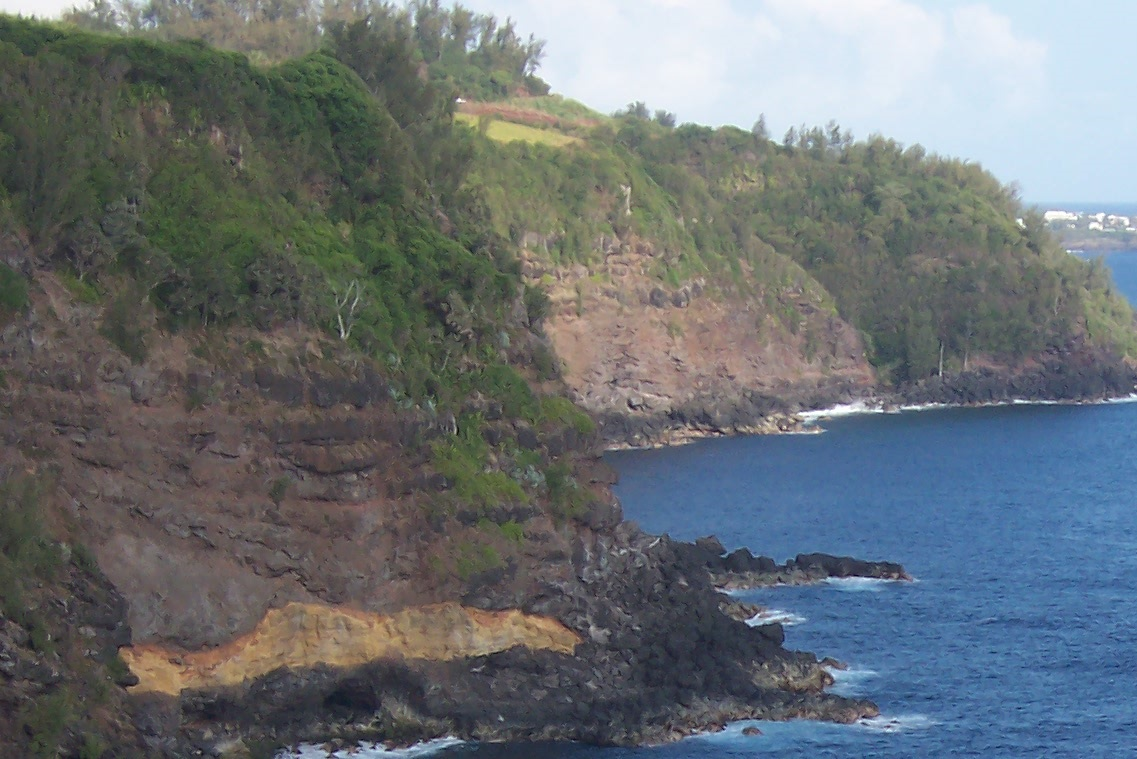